# Brunskrika
Brunskrika (Cyanocorax morio) är en fågel i familjen kråkfåglar inom ordningen tättingar. Den förekommer huvudsakligen i Centralamerika, men några par häckar även i allra sydligaste Texas i USA.

## Utseende och läten
Brunskrikan är en stor (38–44 cm) och mörk skrika med breda vingar och bred kilformad stjärt. Huvudet är svartaktigt, ovansidan mörkbrun och buken vitaktig. Vissa fåglar, tidigare behandlade som en egen art, har vitspetsad stjärt. Årsungen har gul näbb och gula ben.

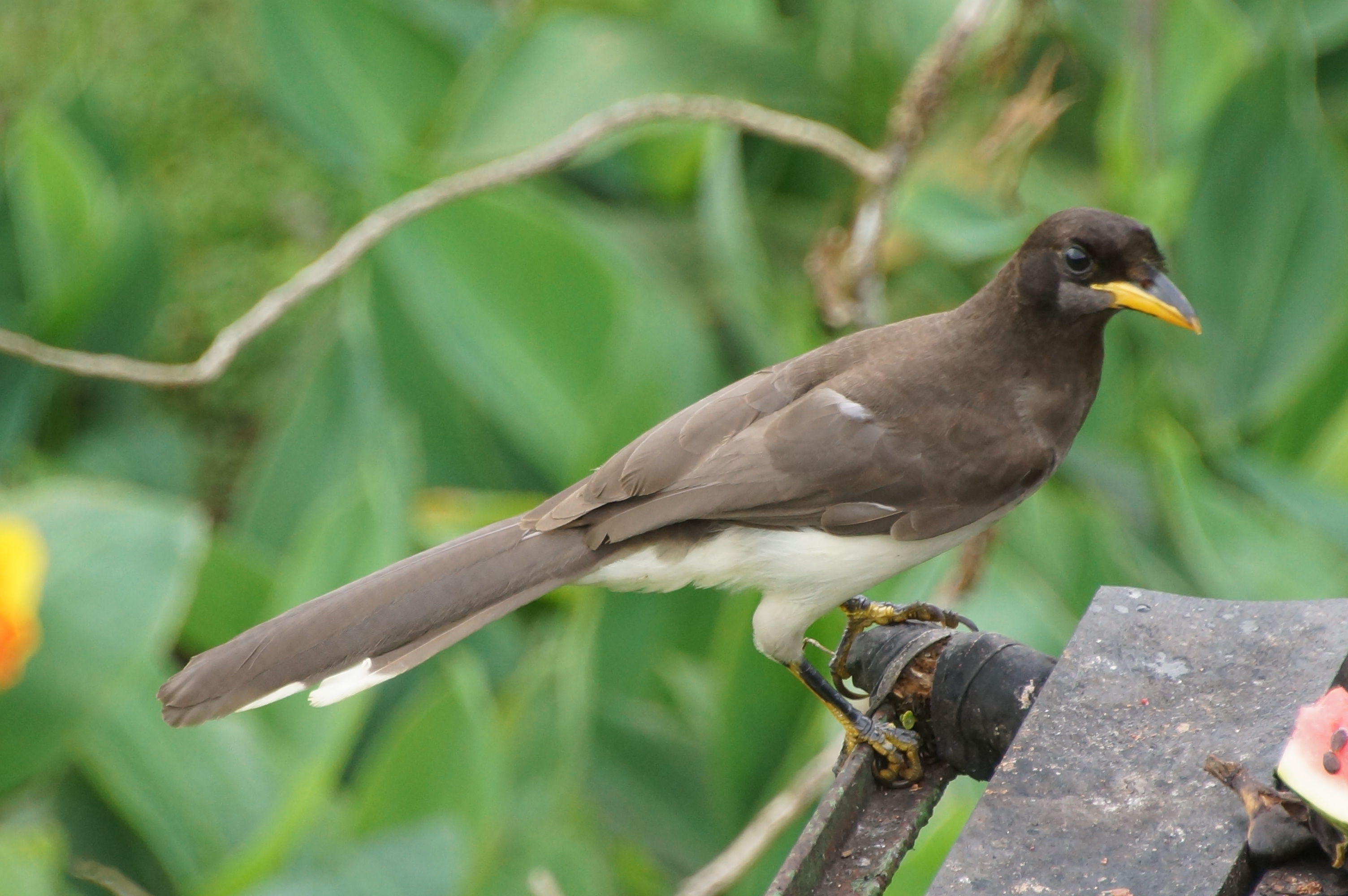
Ungfågel fotograferad i Costa Rica. Notera det gula på näbb och ben.

Det vanligaste lätet är ett klart trumpetande ”keerg” eller ”paow” som ofta avges i serier och i kör av flockar. Det påminner om bandvingad vråk men är skränigare och ljusare.

## Utbredning och systematik
Brunskrika delas upp i fyra underarter med följande utbredning:
- palliatus – sydöstra Texas till sydöstra Mexiko (Veracruz)
- morio – sydöstra Mexiko (kustnära centrala Veracruz till östra Tabasco och norra Chiapas)
- cyanogenys – sydöstra Mexiko (östligaste Tabasco och Campeche) till nordvästra Panama
- vociferus – norra Yucatánhalvön (Campeche, Yucatán ochg Quintana Roo)

Underarten cyanogenys inkluderas ofta i nominatformen.

### Släktestillhörighet
Brunskrikan placeras traditionellt som ensam art i Psilorhinus. Genetiska studier visar dock att det är inbäddat i släktet Cyanocorax.

## Levnadssätt
Brunskrikan hittas i olika typer av biotoper från kustnära områden till 2500 meters höjd, med förkärlek för miljöer påverkade av människan. Födan består av både insekter, spindlar, ödlor, frön, nektar och frukt, framför allt från ’’Castilloa elastica’’. Fågeln ses i ljudliga familjegrupper med fem till tio individer. Den häckar även kooperativt och lägger ägg mellan mars och juni.

## Status och hot
Arten har ett stort utbredningsområde med en stor och population. Utifrån dessa kriterier kategoriserar internationella naturvårdsunionen IUCN arten som livskraftig (LC). Beståndet uppskattas till i storleksordningen två miljoner vuxna individer.